# Liste der Baudenkmäler in Neuss
Die Liste der Baudenkmäler in Neuss enthält die denkmalgeschützten Bauwerke auf dem Gebiet der Stadt Neuss im Rhein-Kreis Neuss in Nordrhein-Westfalen (Stand: März 2011). Diese Baudenkmäler sind in der Denkmalliste der Stadt Neuss eingetragen; Grundlage für die Aufnahme ist das Denkmalschutzgesetz Nordrhein-Westfalen (DSchG NRW).

Einige Texte der Denkmalbeschreibungen liegen in gekürzter Form (Teilbeschreibung) vor.
Wegen des Umfanges der Liste ist die Denkmalliste Neuss in folgende Bereiche unterteilt.
- Liste der Baudenkmäler in Neuss (1/001–1/099)
- Liste der Baudenkmäler in Neuss (1/100–1/199)
- Liste der Baudenkmäler in Neuss (1/200–1/299)
- Liste der Baudenkmäler in Neuss (1/300–1/399)
- Liste der Baudenkmäler in Neuss (1/400–1/499)
- Liste der Baudenkmäler in Neuss (1/500–1/580)